# Frozen Ones
«Frozen Ones» es el quinto sencillo de la banda de new wave Ultravox!, lanzado en 1977 por Island Records, pero solo en Alemania. Éste fue el último sencillo del álbum Ha! Ha! Ha!, y definitivamente el último en que participaría el guitarrista Stevie Shears, expulsado de la banda a comienzos de 1978.
Frozen Ones y Man Who Dies Every Day, como las canciones del álbum Ha! Ha! Ha!, están también orientadas hacia el punk rock, aunque la última es una versión diferente de la que aparece en dicho álbum. La primera canción fue interpretada en concierto solo la siguiente gira, mientras que la última lo fue hasta la última gira de 1979, en los Estados Unidos y Canadá, antes que el cantante John Foxx dejara la banda.
La versión de Man Who Dies Every Day en este sencillo no fue lanzada en CD hasta 2006, cuando fue adicionada como canción extra en la reedición del álbum Ha! Ha! Ha!.

## Canciones

### Cara A
- «Frozen Ones»

### Cara B
- «Man Who Dies Every Day»

- Datos: Q5506303